# Next (série de televisão de 2020)
Next (estilizado como neXt) é uma série de televisão americana de drama policial 
de ficção científica de 2020 criada por Manny Coto para a Fox Broadcasting Company. Definida para estrear como uma entrada no meio da temporada durante a temporada de televisão dos Estados Unidos de 2019–20, foi adiado para o cronograma de outono da temporada de televisão de 2020–21 devido à pandemia de COVID-19 e estreou em 6 de outubro de 2020. A série foi cancelada em outubro de 2020, depois que dois episódios foram ao ar, mas os episódios restantes foram ao ar durante o horário normal da série.

## Premissa
A série se concentra nos esforços de uma equipe de segurança cibernética nacional para combater "uma IA desonesta com a capacidade de melhorar constantemente".

## Elenco

### Principal
- John Slattery como Paul LeBlanc, ex-CEO da gigante de tecnologia Zava e uma voz proeminente contra a crescente dependência da sociedade em tecnologia e IA. Ele está secretamente sofrendo de uma doença cerebral degenerativa conhecida como insônia familiar fatal e tem apenas alguns meses de vida.
- Fernanda Andrade como Shea Salazar, uma agente especial do FBI recrutada por LeBlanc para ajudá-lo a investigar
- Michael Mosley como CM, um ex-hacker condenado que trabalha com o FBI como condição de sua sentença
- Gerardo Celasco como Ty Salazar, marido de Shea e um mecânico talentoso
- Eve Harlow como Gina, uma membro da equipe de apoio de Shea no FBI que não gosta de CM
- Aaron Moten como Ben, um dos investigadores de Shea
- Evan Whitten como Ethan Salazar, filho de Shea e Ty
- Elizabeth Cappuccino como Abby, filha distante de Paul
- Jason Butler Harner como Ted LeBlanc, o irmão mais novo de Paul que co-fundou a Zava e assumiu o cargo de CEO quando Paul foi demitido. Contra a vontade de seu irmão, ele reiniciou o programa Next.

### Recorrente
- Ali Ahn como Sarina, a engenheira líder da Zava envolvida no programa Next
- John Cassini como Ron Mathis, supervisor de Shea no FBI
- Dann Fink como NeXt (voz)
- Chaon Cross como Deborah, esposa de Ted

### Convidado
- David Zayas como Nacio, um zelador da cabana para onde Ty e Ethan se retiram e que pode ter segundas intenções (em "File #4", "File #5" e "File #6")

## Episódios
| N.º | Título     | Dirigido por               | Escrito por                       | Exibição original      | Cód. de produção | Audiência nos EUA (milhões) |
| --- | ---------- | -------------------------- | --------------------------------- | ---------------------- | ---------------- | --------------------------- |
| 1   | "File #1"  | John Requa e Glenn Ficarra | Manny Coto                        | 6 de outubro de 2020   | 1BZH01           | 1.81                        |
| 2   | "File #2"  | John Requa e Glenn Ficarra | Kim Clements                      | 13 de outubro de 2020  | 1BZH02           | 1.54                        |
| 3   | "File #3"  | Tim Hunter                 | Joy Blake                         | 10 de novembro de 2020 | 1BZH03           | 1.06                        |
| 4   | "File #4"  | Eduardo Sanchez            | Adam Simon e Zachary Reiter       | 17 de novembro de 2020 | 1BZH04           | 1.03                        |
| 5   | "File #5"  | Amanda Marsalis            | A. Zell Williams                  | 24 de novembro de 2020 | 1BZH05           | 0.94                        |
| 6   | "File #6"  | Tim Hunter                 | Tesia Joy Walker e Nick Hawthorne | 1 de dezembro de 2020  | 1BZH06           | 1.17                        |
| 7   | "File #7"  | Adam Arkin                 | Brian Savelson                    | 15 de dezembro de 2020 | 1BZH07           | 0.90                        |
| 8   | "File #8"  | Joe Chappelle              | Zachary Reiter e Nicole Glantz    | 21 de dezembro de 2020 | 1BZH08           | 1.16                        |
| 9   | "File #9"  | Brad Turner                | M. Raven Metzner e Adam Simon     | 22 de dezembro de 2020 | 1BZH09           | 1.14                        |
| 10  | "File #10" | Adam Arkin                 | Manny Coto e Adam Simon           | 22 de dezembro de 2020 | 1BZH10           | 0.98                        |

## Produção

### Desenvolvimento
Em 5 de fevereiro de 2019, foi anunciado que a Fox havia dado à produção um pedido de piloto. O piloto foi escrito por Manny Coto e co-dirigido por John Requa e Glenn Ficarra, com os três atuando como produtores executivos. As empresas de produção envolvidas com o piloto incluem Zaftig Films, Fox Entertainment e a 20th Century Fox Television, de propriedade da Disney. Em 9 de maio de 2019, foi anunciado que a Fox havia encomendado o piloto para a série. Alguns dias depois, foi anunciado que a série estrearia como uma substituição no meio da temporada no segundo trimestre de 2020. No entanto, foi posteriormente transferida para a programação de outono da temporada de televisão dos EUA de 2020-21 por causa da pandemia de COVID-19 e estreou em 6 de outubro de 2020. Em 30 de outubro de 2020, a Fox cancelou a série depois que dois episódios foram ao ar. Os episódios restantes continuaram a ser exibidos durante o horário normal da série, com os dois episódios finais sendo exibidos em 22 de dezembro de 2020.

### Seleção de elenco
Em fevereiro de 2019, foi anunciado que Eve Harlow havia sido escalada para o piloto. Foi então anunciado em março de 2019 que Fernanda Andrade e Aaron Moten haviam se juntado ao elenco. Juntamente com o anúncio do pedido do piloto em março de 2019, foi relatado que Michael Mosley, John Slattery, Jason Butler Harner e Elizabeth Cappuccino se juntaram ao elenco.

## Lançamento

### Marketing
Em 13 de maio de 2019, a Fox lançou o primeiro trailer oficial da série.

### Transmissão
A série estreou em 6 de outubro de 2020 na Fox. Em seguida foi ao ar no Canadá na Global, em transmissão simultânea com a Fox nos Estados Unidos. Em territórios internacionais selecionados, a série estreou no Disney+ sob o hub de streaming dedicado Star como uma série original, em 12 de março de 2021. Na América Latina, a série foi lançada exclusivamente através do Star+.

## Recepção
No Rotten Tomatoes, a série possui um índice de aprovação de 64% com base em 14 avaliações, com uma classificação média de 6,33/10. O consenso crítico do site diz: "John Slattery é convincente como um gênio carismático, mas a fórmula processual de neXt poderia ter usado mais da inteligência possuída pela AI rebelde da série." No Metacritic, tem uma pontuação média ponderada de 58 de 100 com base em 15 comentários, indicando "críticas mistas ou médias".